# Kaszakő (film)
A Kaszakő (Kasza-kő címen is futott, eredeti cím: Son in Law) 1993-ban bemutatott amerikai vígjáték, amelyet Steve Rash rendezett.

## Cselekmény
|  | Alább a cselekmény részletei következnek! |

A film a frissen érettségizett  Rebecca egyetemi élményeiről, szemléletének átalakulásáról szól. Látszólag értetlen és bunkó koleszos társai bevezetik a városi életbe. Megismerkedik a mássággal és mindezt sok humoros helyzet kíséri végig a filmben. A cselekmény szétesőnek tűnik, mert a helyszínek folyton változnak és a szereplők rengetegen vannak. A tanulmányi szünetben meghívja hálaadásra Sonót (szobaszomszédját és a városi vezetőjét) családjához és bemutatja barátjának is. Rebecca családja és otthoni barátja meglepetéssel veszik tudomásul fura baráti társaságát és Sonó vicceit. A farmergazdaságban meglepő események történnek a szereplőkkel. Rebecca kezét megkéri az otthoni barátja Travis. Rebecca nehéz döntés előtt áll. Választania kell a városi élet és Travis között. Mivel nem tud dönteni, így Sonó azt ajánlja neki, hogy jelentsék be, hogy jegyesek. A környezet elképed ezen, de kénytelenek elfogadni. A legénybúcsún megtréfálják Sonót, elaltatják és összefektetik Rebecca barátnőjével, Tracyvel a pajtában. A film happy end-del végződik, Rebecca és Sonó nem házasodnak össze egyelőre. Az idő majd megérik mindenre. Így Rebecca szabadon élheti diákéveit.
|  | Itt a vége a cselekmény részletezésének! |

## Szereplők
| Szereplő                   | Színész          | Magyar hang      |
| -------------------------- | ---------------- | ---------------- |
| Sonó                       | Pauly Shore      | Galambos Péter   |
| Rebecca Warner             | Carla Gugino     | Biró Anikó       |
| Walter Warner              | Lane Smith       | Juhász Jácint    |
| Connie Warner              | Cindy Pickett    | Zsurzs Kati      |
| Idősebb Walter Warner      | Mason Adams      | Kenderesi Tibor  |
| Zack Warner                | Patrick Renna    | Szőke András     |
| Theo                       | Dennis Burkley   | Csuja Imre       |
| Tracy                      | Tiffani Thiessen | Czifra Krisztina |
| Travis                     | Dan Gauthier     | Czvetkó Sándor   |
| Carol                      | Ria Pavia        | Roatis Andrea    |
| Indián                     | Adam Goldberg    | Földi Tamás      |
| Igazgató                   | Graham Jarvis    | Uri István       |
| Horace                     | Ernie Kinney     | Palóczy Frigyes  |
| Tetováló művész            | Flea             | Pálfai Péter     |
| Lisa                       | Lisa Lawrence    | N/A              |
| Szpíker az iszapbirkózáson | Nick Light       | N/A              |
| Cowboy                     | Troy Shire       | N/A              |
| Pincér                     | Robert M. Koch   | N/A              |
| Link                       | Brendan Fraser   | N/A              |

## Filmzenék
- Bled Me Dry
- Who Was in My Room Last Night?
- Fallin' Down
- Feed the Tree
- Electric Harley House
- The Price I Pay
- Independent
- Little Miss Can't Be Wrong
- Overture to Don Pasquale
- Perfect World
- Chef
- The Manhandlers
- Green Acres Theme
- Hey Good Lookin'
- I Wonder Why
- Thank God I'm a Country Boy
- Boot Scootin' Boogie
- The Way You Look Tonight
- Trashy Women
- T-R-O-U-B-L-E
- Crazy Little Thing Called Love
- The Hog On Crawl (uncredited)
- Thank God I'm a Country Boy (uncredited)

## Televíziós megjelenések
HBO, RTL Klub, TV2

## Forgatás
A film forgatása Los Angelesben, Wascoban és Visaliaban zajlott, 1992. november 15. és 1993. január 15. között. 

## Kritikai visszhang
A Rotten Tomatoes-on a Kaszakő 32%-os tetszési indexet ért el 22 kritikus véleménye alapján. Hét kritikus pozitívan, tizenöt kritikus negatívan értékelte a filmet.

## Bevétel
A Kaszakő 1993. július 2-án került a mozikba 1389 moziban. A mozipénztáraknál a nyitóhétvégéjén 7 millió dollárt hozott, ami a hatodik helyre volt elég. Megelőzték, a szintén debütáló A cég, a negyedik hete műsoron lévő Jurassic Park, a második hete műsoron lévő A szerelem hullámhosszán és Dennis, a komisz című filmek valamint az 1937-es Hófehérke és a hét törpe című film 1993-as újrabemutatása. A film az Egyesült Államokban csaknem 36,5 millió dollárt hozott.